# Nauviale
Nauviale – miejscowość i gmina we Francji, w regionie Oksytania, w departamencie Aveyron. W 2013 roku populacja Nauviale wynosiła 534 mieszkańców. W miejscowości rzeka Créneau uchodzi do Dourdou de Conques. Ponadto rzeka Duzou na pewnym odcinku stanowi granicę między Nauviale a Pruines, a następnie także z Saint-Cyprien-sur-Dourdou. 

## Demografia
W 2013 roku populacja ówczesnej gminy Nauviale liczyła 534 mieszkańców. 
|  |

Źródła:
cassini/EHESS (dla danych z lat 1962-2006)
INSEE (dla danych z 2008 i 2013 roku)